# جمال بلال سالم
جمال بلال سالم (انگلیسی: Gamal Belal Salem؛ زادهٔ ۱۲ سپتامبر ۱۹۷۸) دونده ماراتن و دونده دو استقامت کنیایی‌تبار اهل قطر است.